# Università Europea di Madrid
La Universidad Europea de Madrid (UEM) è un'università spagnola privata, situata a sud-ovest di Madrid, precisamente nel comune di Villaviciosa de Odón.